# Marlene Kahler
Marlene Kahler (15 de mayo de 2001) es una deportista de Austria que compite en natación. Ganó dos medallas de bronce en los Juegos Olímpicos de la Juventud de 2018, en las pruebas de 400 m libre y 800 m libre, y una medalla de bronce en el Campeonato Europeo Junior de Natación de 2018.